# Orlogsskonnerten St. Thomas
St. Thomas blev bygget på Orlogsværftet i København, påbegyndt i 1869 og søsat i 1871. St. Thomas var langt den største af de seks orlogsskonnerter, og den var Marinens sidste større skib, der var bygget af træ. Motoren var fra Burmeister & Wain og ydede 1.868 HK. Skibets skrue kunne hejses op i en brønd, så den ikke sinkede fremdriften, når der førtes sejl. Opkaldt efter en af De dansk-vestindiske øer og beregnet til tjeneste i mildt klima. Der var således ingen kakkelovne eller andre varmekilder på skibet, og da skibet kom sent hjem fra togt i vinteren 1889, var det isvinter i Danmark, og halvdelen af besætningen lå syge, da det nåede i havn. St. Thomas måtte have flere tilløb, før det kom i tjeneste. Det første prøvetogt i 1872 blev kort, da der blev opdaget flere konstruktionsfejl. På næste prøvetogt i 1873 kom St. Thomas ud i frisk kuling vest for Irland, og skibet slingrede op til 25 procent, med det resultat, at der konstant stod vand på dækket. Skibet måtte søge havn og derefter returnere til Danmark, og der gik hele otte år med ombygning og reparationer, før det endelig kunne komme på et tredje – vellykket – prøvetogt i 1881. St. Thomas havde kun en enkelt svingkanon, placeret mellem skorstenene, mens de øvrige var placeret ved skibssiderne. Efter omarmeringen i 1888, hvor svingkanonen forsvandt, blev skorstenene rykket tættere sammen. Blev i 1885 klassificeret som krydserkorvet. St. Thomas havde ganske vist ingen korvetrigning, men i sejskibenes sidste år tog man ikke så tungt på den slags. Blev fra 1896 regnet som skoleskib og klassificeret som skonnert. 

## Tekniske data

### Generelt
- Længde: 69,5 m
- Bredde: 10,0 m
- Dybgang: 5,6 m
- Deplacement: 1.700 ton
- Fart 13,3 knob
- Besætning: 180 i 1872, 190 i 1888

### Armering
- Artilleri (1872): 1 styk 60 pund (20,5 cm) riflet forladekanon og 4 styk 15 cm riflede forladekanoner. Fra 1878 tillige 2 styk 37 mm revolverkanoner.
- Artilleri (1880): 1 styk 60 pund (20,5 cm) riflet forladekanon og 4 styk 12 cm riflede bagladekanoner, samt 2 styk 37 mm kanoner. Fik 1883 en ekstra 37 mm kanon.
- Artilleri (1888): 8 styk 12 cm riflede bagladekanoner samt 6 styk 37 mm revolverkanoner.

## Tjeneste
Med sin lange prøve- og ombygningsperiode kom St. Thomas først i aktiv tjeneste i 1881, hvor det blev til et togt til Middelhavet. I alt blev det til fire togter til Middelhavet frem til 1893, mens det kun blev til to togter til Vestindien, hvoraf det sidste var som stationsskib ved De dansk-vestindiske øer i forbindelse med krigen mellem USA og Spanien i 1898. Slettet af den aktive liste i 1901 og solgt til ophugning i 1907. 